# Sincronizadores
Para los sincronizadores de ritmos biológicos, véase Zeitgeber
Los sincronizadores son unos anillos compuestos de bronce, que se alojan en los extremos de cada engranaje de cada marcha y es necesaria su presencia ya que se encarga de reducir las RPM de giro de un engranaje engranado al desplazarse a las mismas RPM de giro del engranaje de marcha que va a ser seleccionado. 
Por ejemplo, para pasar de segunda a tercera, el engranaje de la segunda velocidad no va a estar girando a la misma velocidad que el engranaje de la tercera. Si pasamos la marcha en esas circunstancias, el cambio seguramente entrará forzado o no entrará. De lo contrario, entra con suavidad y sin hacer ruido para hacer solidario el piñón al eje y a este.
Los sincronizadores están montados sobre un estriado en el árbol secundario de la caja de cambios, de tal manera que tienen un movimiento de rotación solidario a él (giran a la misma velocidad).
En cajas de cambio manual estos elementos están acoplados a la palanca de cambio a través de un mecanismo de barras articuladas. Cada sincronizador puede deslizar sobre su estriado hacia una rueda dentada o hacia otra, de tal manera que al acoplar una marcha a través de la palanca, el sincronizador hace solidario el movimiento una rueda dentada del árbol secundario con dicho árbol, es decir, se impone una relación entre la velocidad de giro de las ruedas del automóvil y el eje de salida de la caja de cambios (o árbol secundario).
A priori puede pensarse que este acoplamiento se haría de forma brusca y originaria esfuerzos demasiado grandes, pero los sincronizadores están diseñados para que la 'sincronización' se haga de manera progresiva. El proceso es el siguiente:
En primer lugar el usuario produce un desplazamiento de la palanca de cambios a la marcha deseada. Al moverla comienza a acercarse el sincronizador a una de las ruedas dentadas. Conforme el sincronizador se va aproximando, comienza una etapa de deslizamiento a través de unas superficies (generalmente cónicas) que están presentes tanto en la rueda dentada de la caja de cambios como el sincronizador. Estas superficies de alta fricción permiten igualar por rozamiento las velocidades de rotación del sincronizador (es decir, del árbol secundario) con la rueda dentada que se haya seleccionado para la marcha.
De este proceso puede deducirse que, lógicamente, las ruedas dentadas del árbol secundario están montadas en él sobre unos cojinetes que permiten el giro independiente de ambos.
Una vez se haya producido la sincronización, se produce el acoplamiento final del sincronizador a la rueda dentada, con lo que cesa el deslizamiento, y la marcha queda acoplada. Si este proceso no se hace correctamente (la palanca no está en la posición adecuada, etc) la marcha 'se sale'.
El desgaste que sufren estos elementos es mucho menor que otras partes rozantes del automóvil (como embragues o frenos), por lo que requieren menor mantenimiento.
- Datos: Q9077682